# Ясенево (усадьба)
Я́сенево — историческая подмосковная усадьба. Расположена в Юго-Западном административном округе города Москвы на территории Битцевского парка недалеко от станции метро «Новоясеневская». В 1690 году царь Пётр I пожаловал богатое Ясенево своему тестю боярину Федору Авраамовичу Лопухину. До этого принадлежало роду Романовых.
Территория парка усадьбы открыта для свободного посещения, но доступ на парадный двор и в господский дом с флигелями закрыт из-за незавершенной с 1970-х годов реставрации.

## История

### XIV—XVI века
Первое письменное упоминание о поселении на территории Ясенева относится к периоду между 1336 и 1339 годами. В духовной грамоте московского князя Ивана Калиты село Ясиновьское завещано его младшему сыну от княгини Елены Андрею Ивановичу. В 1341 году, после смерти Ивана Калиты, Андрей Иванович стал первым удельным князем — владельцем Ясенева. В 1353 году после его смерти удел Андрея Ивановича должен был бы унаследовать старший сын Иван (ум. в 1358 году), однако уже в том же году удел Андрея Ивановича присвоил себе его старший брат князь Иван II Иванович Красный (1326—1359).
В 1359 году по завещанию Ивана Красного Ясенево перешло к младшему сыну Андрея Ивановича, удельному князю Серпуховскому Владимиру Храброму. По семейной традиции он завещал имение своему младшему сыну — Василию Владимировичу, ставшему владельцем Ясенева с 1410 году Василий, как и его братья — Ярослав, Андрей и Симеон, умер во время эпидемии моровой язвы в 1427 году. Новой владелицей Ясенева стала их мать, вдова Владимира Андреевича Храброго княгиня Елена Ольгердовна (1357 (1360?)-1437). Следующим владельцем Ясенева стал её внук князь Василий Ярославич Боровский (ум. в 1483 году).
В июле 1456 года за «некую крамолу» Василий Ярославич был схвачен в Москве и сослан в Углич, а его земли были конфискованы великим князем московским Василием Тёмным, который завещал Ясенево одному из своих сыновей — князю Андрею Меньшому Вологодскому (умер в 1481 году). Он завещал эту вотчину брату князю Борису Васильевичу Волоцкому (ум. в 1494 году).
После смерти Бориса Васильевича Волоцкого в 1494 году Ясеневское досталось его сыновьям князьям Федору Борисовичу Волоцкому (умер в 1513 году) и Ивану (умер в 1503 году) Борисовичу Рузскому. В 1497 году Иван III выменял у них эти земли в обмен на прилегающие к Волоку волости Буйгород и Колпь. В свою очередь от Ивана III Ясенево унаследовал его завещал младший сын Андрей Иванович .
В 1537 году по указу княгини Елены Глинской Андрей Иванович был казнен, Ясенево и остальные владения перешли к его сыну Владимиру Андреевичу Старицкому (1533—1569). В 1566 году Иван IV обменял у Владимира Старицкого основную часть его удела, в том числе Ясенево, на другие земли.

### XVII—XVIII века

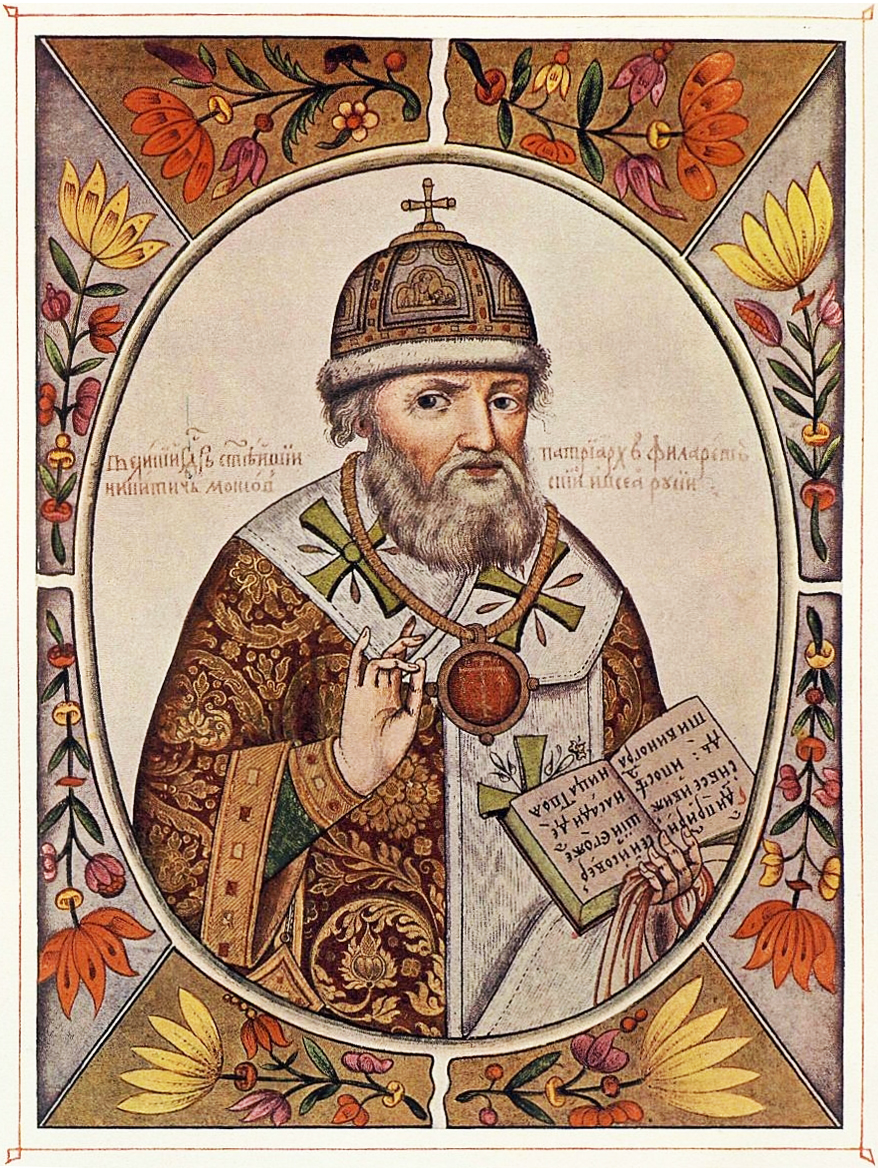
Патриарх Филарет

Во времена Cмуты Ясенево, как и многие другие близлежащие сёла, было разорено и практически полностью уничтожено. Восстановление началось только спустя 13 лет после окончания Смутного времени благодаря патриарху Филарету, который приказал построить там деревянную церковь во имя священномучениц Веры, Надежды, Любови и матери их Софии. После смерти Филарета в 1633 году царь Михаил Фёдорович передал село Ананье Максимову — младшему сыну своего духовника, протопопа кремлёвского Благовещенского собора Максима. Он недолго был хозяином тех земель, и уже в 1636 году Ясенево было передано в собственность одному из любимцев царя — боярину и дворецкому Алексею Львову,, который активно занимался обустройством подаренных земель. В Ясеневе при нём значилась Церковь Знамения с приделами: Николая Чудотворца и Веры, Надежды, Любови и матери их Софии. На средства Алексея Львова рядом с церковью была возведена крупная колокольня на пять колоколов, куплены украшения для иконостаса и рукописная книга Апостол. Сохранилось описание построек и угодий села в книге 1646 года. Согласно ей, в Ясеневе были «одноглавая деревянная церковь, а также, крытый тесом двор боярский, двор конюшенный, двор скотный да 26 тягловых крестьянских дворов да бобыльских, 65 душ мужского пола». Это свидетельствует о том, что по меркам XVII века Ясенево было очень большим богатым селом.
Поскольку у Львова не было наследников, то после его смерти Ясенево вновь стало царской собственностью. Царь Алексей Тишайший в 1674 году распорядился вместо старой Знаменской церкви выстроить новую — тоже деревянную, но значительно больше. Это был комплекс, состоящий из двух церквей: верхней Знамения Богородицы, с шатром, и нижней — Веры, Надежды, Любови и матери их Софии. Также у новой церкви был придел Николая Чудотворца.
В 1691 году, вскоре после свадьбы с Евдокией Лопухиной Пётр I пожаловал Ясенево её отцу Фёдору Лопухину с правом передачи по наследству. После смерти Фёдора Лопухина село перешло к его сыну Аврааму Фёдоровичу. В 1718 году после расследования по делу об измене и побеге царевича Алексея Сенат вынес Аврааму Лопухину смертельный приговор. Лопухин был казнён, а его имущество, включая Ясенево, вернулось в царское ведомство. Во время конфискации была составлена опись вотчины, из которой следует, что Ясенево по-прежнему оставалось богатым имением. В документе упоминается Знаменская церковь с иконостасом, однако её состояние указывается как ветхое. Также описан деревянный двухэтажный господский дом с пятью комнатами на первом этаже и двумя — на верхнем. Занимаемая домом площадь была около десятины. Во дворе рядом с домом были расположены господский флигель, стряпущая изба, изба приказчика, пивоварня, погреб, конюшня на девять лошадей, изба для конюха и две житницы. Главный двор находился между скотным двором с сараями и хлевами и сенным двором. Также рядом с главным двором был разбит плодовый сад площадью в три с половиной десятины. Указывается, что в этом саду было 1800 яблонь и несколько сотен вишен и слив.

В 1725 году, после восшествия на престол, Екатерина I пожаловала Ясенево своему фавориту — генерал-аншефу Дмитрию Шепелеву. Однако время его владения усадьбой было таким же недолгим. Уже через два года новый император Пётр II вернул Ясенево и другие конфискованные земли роду Лопухиных. Единоличным хозяином усадьбы стал по разделу с братом Василием Абрамовичем Лопухиным Фёдор Абрамович Лопухин, который принялся за её перестройку и перепланировку. 

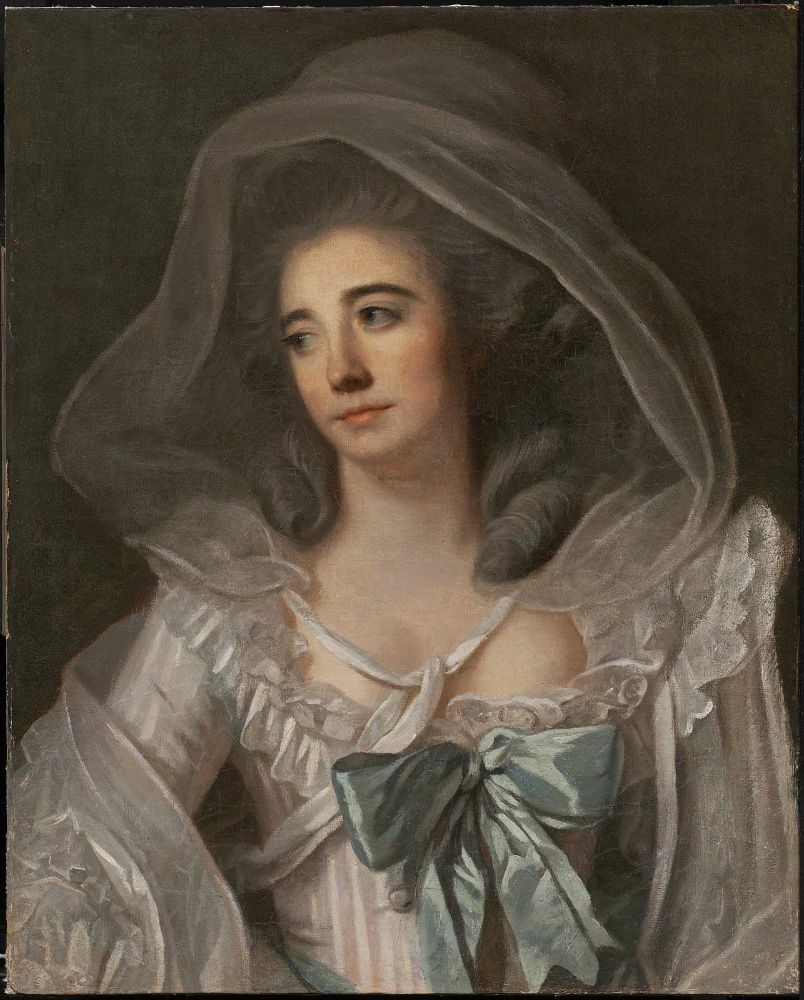
Портрет Анны Белосельской-Белозерской, 1790-е годы

 При Фёдоре Лопухине в 1730-х годах в усадьбе заново отстроили господский дом и флигели по проекту архитектора Ивана Фёдоровича Мичурина. Для хозяйственных нужд поставили ветряную мельницу. В 1751 году владелец подал прошение о строительстве новой каменной церкви в честь святых апостолов Петра и Павла. Тогда же и началось возведение нового храма, которое продолжалось два года.
После смерти Фёдора Лопухина усадьба перешла к его жене — дочери графа Бориса Шереметева Вере Борисовне. Известно лишь, что во время её владения была разобрана мельница, построенная при её муже. Вместо неё появилась новая — «о двух поставах» на реке Битце. При В. Б. Лопухиной 25 августа 1775 года в Ясенево приезжали императрица Екатерина II и генерал-фельдмаршал Пётр Румянцев.
После смерти В. Б. Лопухиной Ясенево унаследовали её дочери. В 1791 году младшая дочь, Аграфена Федоровна (1745—1819), жена генерал-майора Сергея Александровича Фаминцына, выкупила у своих сестёр их части Ясенева и стала единственной владелицей имения.
В 1795 году Ясенево было продано княгине Анне Белосельской-Белозерской, которой оно принадлежало до конца XVIII века. При ней усадьба была реконструирована по проекту архитектора Ивана Ветрова (Иоганна Ветера): господский дом получил классицистический декор, центральные части флигелей украсили четырёхколонные портики и мезонины, севернее усадьбы был выстроен большой конный двор (до наших дней сохранилась конюшня).

### XIX век
В 1800 году Ясенево приобрёл император Павел I и сразу же подарил его своей фаворитке Анне Лопухиной.

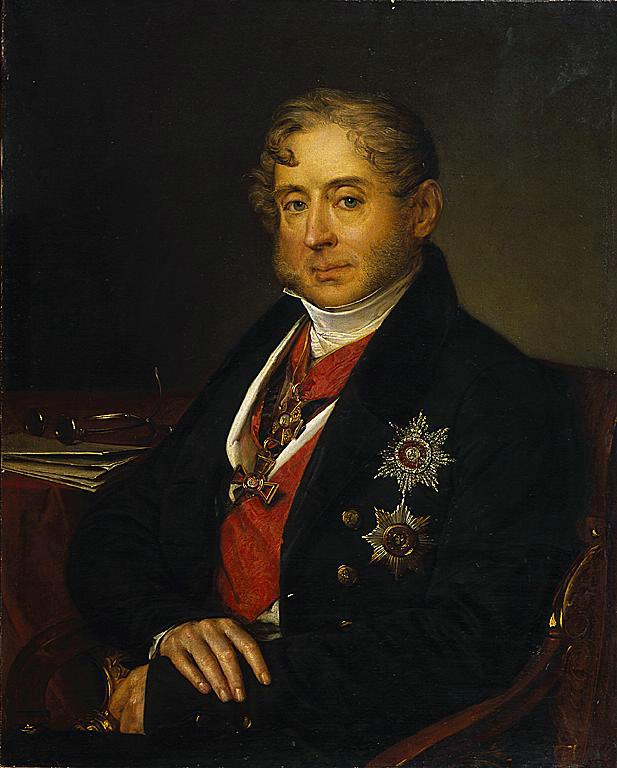
Портрет князя С. И. Гагарина, художник В. Тропинин. 1836

 Она в том же году вышла замуж за Павла Гагарина, а Ясенево стало их фамильной усадьбой, хотя первые два года замужества они провели в Италии. Вскоре после родов в 1805 году Анна умерла от туберкулёза, ставший вдовцом, Павел Гагарин обосновался в Ясеневе. Во время Отечественной войны 1812 года поместье, как и многие другие села, расположенные на старой Калужской дороге, пострадало от Наполеоновской армии: некоторые строения были сожжены, а имущество разграблено.
В 1814 году Павел Гагарин продал усадьбу своей родной сестре — Екатерине Гагариной, которая уже через четыре года перепродала её другому представителю рода Гагариных — сенатору Сергею Ивановичу. В отличие от своих родственников, которые не занимались благоустройством, он развернул активную деятельность по реновации Ясенева. Сергей Гагарин, являясь создателем и президентом Императорского Московского общества сельского хозяйства, решил превратить своё имение в образцовое. Он ввёл плодопеременную систему земледелия, что позволило повысить урожайность, а также построил овчарню, для которой завезли тонкорунных овец и реконструировал конный двор, выстроим двухэтажное здание людской, впоследствии ошибочно считавшееся домом причта церкви Петра и Павла . Вокруг господского дома и прудов были посажены кусты сирени. Усадьбовед Алексей Греч считал посаженную при Гагарине сирень главной отличительной чертой Ясенева:

Быть может, каждая русская усадьба связывается в памяти с теми или иными цветами. В Ершове это незабудки, в Остафьеве и Белкине — водосборы, в Ясеневе — сирень— Греч А. Н..

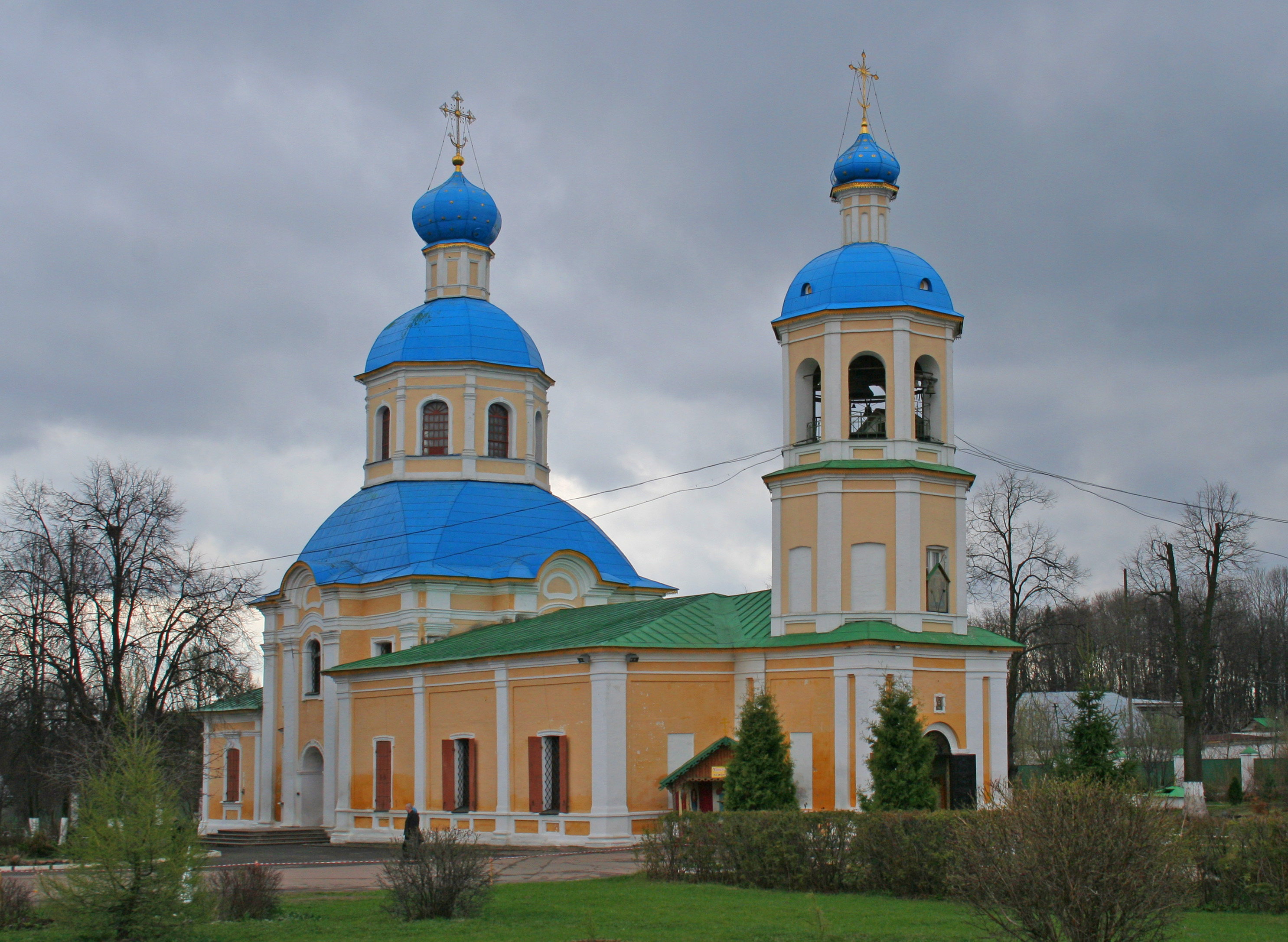
Ясеневская церковь, 2010

В Храме Петра и Павла в 1822 году состоялось венчание Николая Толстого и княжны Марии Волконской — будущих родителей Льва Толстого. В 1832-м церковь обзавелась тёплым приделом имени великомученицы Варвары, однако во время постройки были допущены серьёзные просчёты, и уже к началу 1860-х годов пристройка пришла в негодность и её пришлось разобрать. Вместо разобранного придела были построены два новых: во имя Параскевы Пятницы и Сергия Радонежского.
По воспоминаниям историка Михаила Толстого, Ясенево было богатым и урожайным имением:

Это село замечательно по прекрасному саду и оранжереям с лучшими сортами плодовых деревьев, а ещё более по древесным насаждениям, разведённым самим князем на многих десятинах. Князь, как искусный и опытный садовод, умел приохотить и ясеневских крестьян к садоводству. В первый приезд мой в Ясенево я был изумлен, видя на крестьянских полях не рожь и овес, а клубнику лучших сортов, малину, смородину и прочее, а на обширных пространствах вместо тощих нагорных лугов — яблони, груши, вишни и множество других деревьев и кустарников. Все это поступает в продажу в Москве— Толстой М. В. «Хранилище моей памяти».

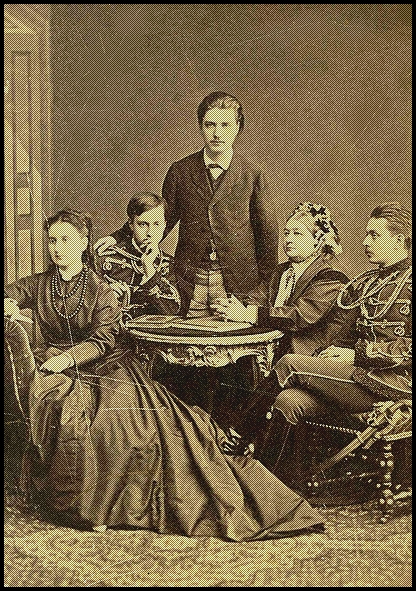
Мария Сергеевна Бутурлина с детьми, 1860-е годы

Сергей Гагарин умер в 1862 году, в разгар очередных строительных работ в церкви Петра и Павла, в ходе которых церковь получила новую трапезную и колокольню, из-за этого отпевание прошло в церкви соседней усадьбы Знаменское-Садки.
Завещания С. И. Гагарин не оставил, Ясенево должно было перейти его старшему сыну Ивану Гагарину. Однако из-за того, что Иван принял католичество и написал несколько работ, вызвавших резкую критику представителей православных кругов, ему запретили въезд в Россию. Поэтому владелицей Ясенева стала старшая дочь Сергея Гагарина — Мария Бутурлина (1815—1902), бывшая замужем за генералом С. П. Бутурлиным. Оранжерейное хозяйство при М. С. Бутурлиной поддерживалось, ведением хозяйства в имении занимался С. П. Бутурлин, вкладом Марии Бутурлиной в благоустройство усадьбы была атрибуция родовой картинной галереи, которая находилась в господском доме.

### XX век
Мария Бутурлина скончалась 27 октября 1902 года в Ясеневе. Имение перешло к трём её сыновьям:
Сергею (1842—1920), Александру (1845—1916) и Дмитрию (1850—1920).
После революции 1917 года территория и строения усадьбы пришли в запустение, в усадьбе был устроен совхоз, впоследствии ставший отделением соседнего совхоза «Красный Маяк»:

На доме бельведер, вид с которого должен быть очень хорош, но лестница туда сломана. Дом постепенно разрушается. Библиотека представляет собою груду сваленных на полу разорванных книг, многие книги уже растасканы, в настоящее время, однако, приступают к регистрации. Кое-какая сохранилась екатерининская мебель, но, в общем, дом пустой, много вывезено.— Из протокола № 13 от 8 ноября 1923 года заседания Комиссии по изучению старой Москвы.
В 1924 году в господском доме произошел пожар, который превратил его в руины и уничтожил остававшиеся предметы обстановки. В 1930-х годах существовал план постройки дома отдыха для профсоюза железнодорожников Московско-Курской железной дороги на месте бывшей усадьбы. Оставшиеся после пожара руины разобрали до цокольного этажа, но на этом работы закончились. Уцелевшие флигели стали общежитием.
В конце 1930-х годов в юго-восточной части усадебного парка была сооружена большая деревянная дача, использовавшаяся как лыжная станция. Она известна под народным названием «Дача Коллонтай», хотя доподлинно не известно, связана ли с ней советская деятельница Александра Коллонтай. Впоследствии дача использовалась как дом отдыха, а в постсоветское время перешла к частному лицу, владельцу фирмы ООО «Коворкинг».
Церковь закрыли в 1941 году и использовали в качестве склада.
Только в 1970-х годах в усадьбе, которую передали Всесоюзному производственному научно-реставрационному комбинату Министерства культуры СССР, начались реставрационные работы. На территории усадьбы реставраторы самовольно выстроили ряд построек для своей деятельности: ангар, гаражи и др..
К 1980 году был подведен под крышу господский дом. При этом, по сведениям историка
Михаила Коробко, не был восстановлен третий этаж дома, который реставраторы ошибочно сочли поздним, в результате чего дом получил вид, которого исторически никогда раньше не имел. К постройкам не были подведены коммуникации, частично не была завершена внешняя отделка господского дома. Флигеля дома в ходе реставрации утратили портики и мезонины конца XVIII века, делавшие их более живописными. По северной границе парадного двора была воссоздана ограда. В дальнейшем работы прекратились, и Ясенево превратилось в самый длинный московский реставрационный долгострой. Из-за того, что вес господского дома оказался слишком большим, а фундамент не был укреплён, по зданию пошли трещины; на состоянии дома сказалось и отсутствие гидроизоляции, не предусмотренной проектом воссоздания.
В 1991 году территория усадьбы со всеми строениями была передана государственному реставрационному объединению «Ресма», в которое был преобразован Всесоюзный производственный научно-реставрационный комбинат.
Главный дом и флигели усадьбы внесены в Красную книгу Архнадзора.

## Современное состояние

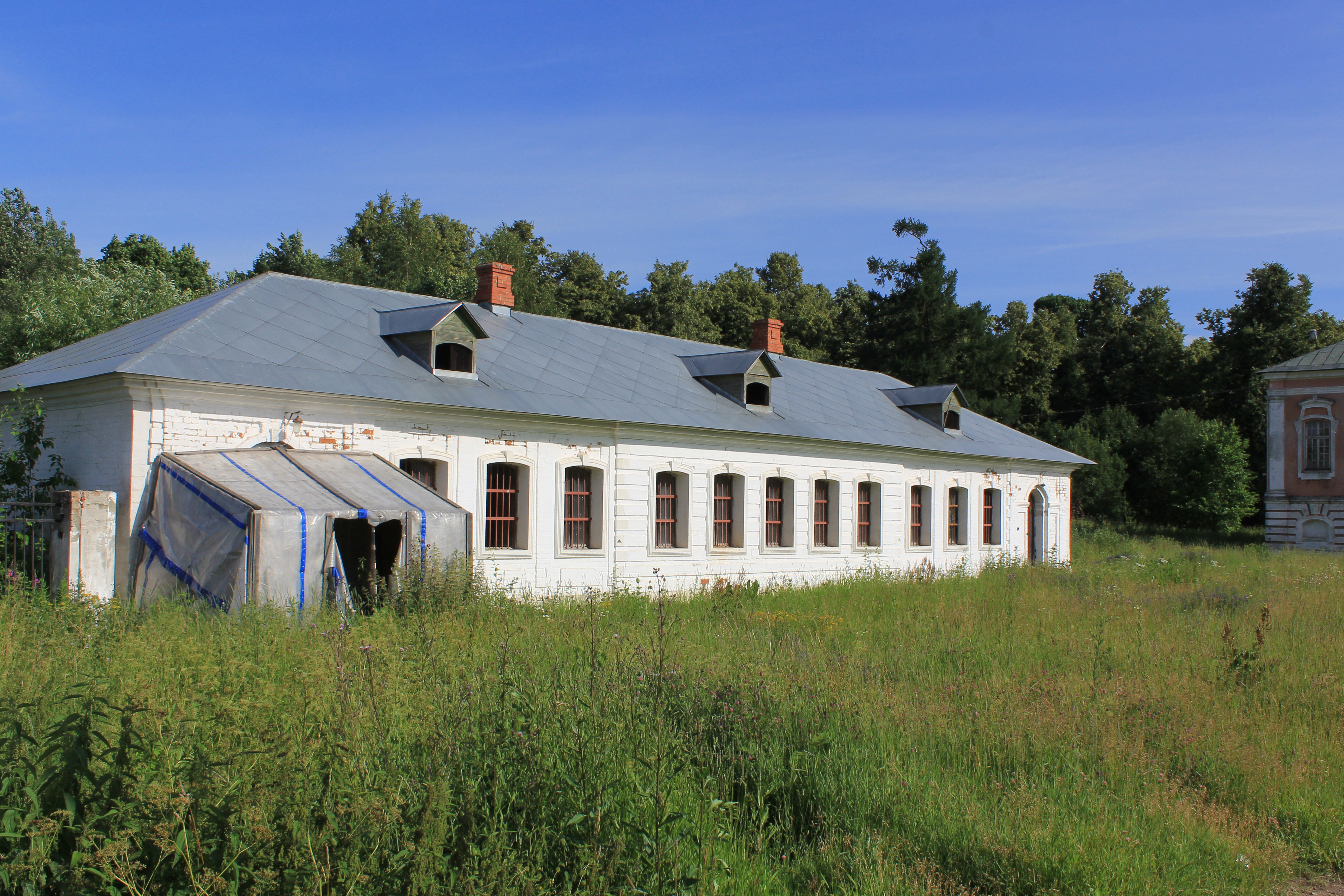
Левый флигель, 2015

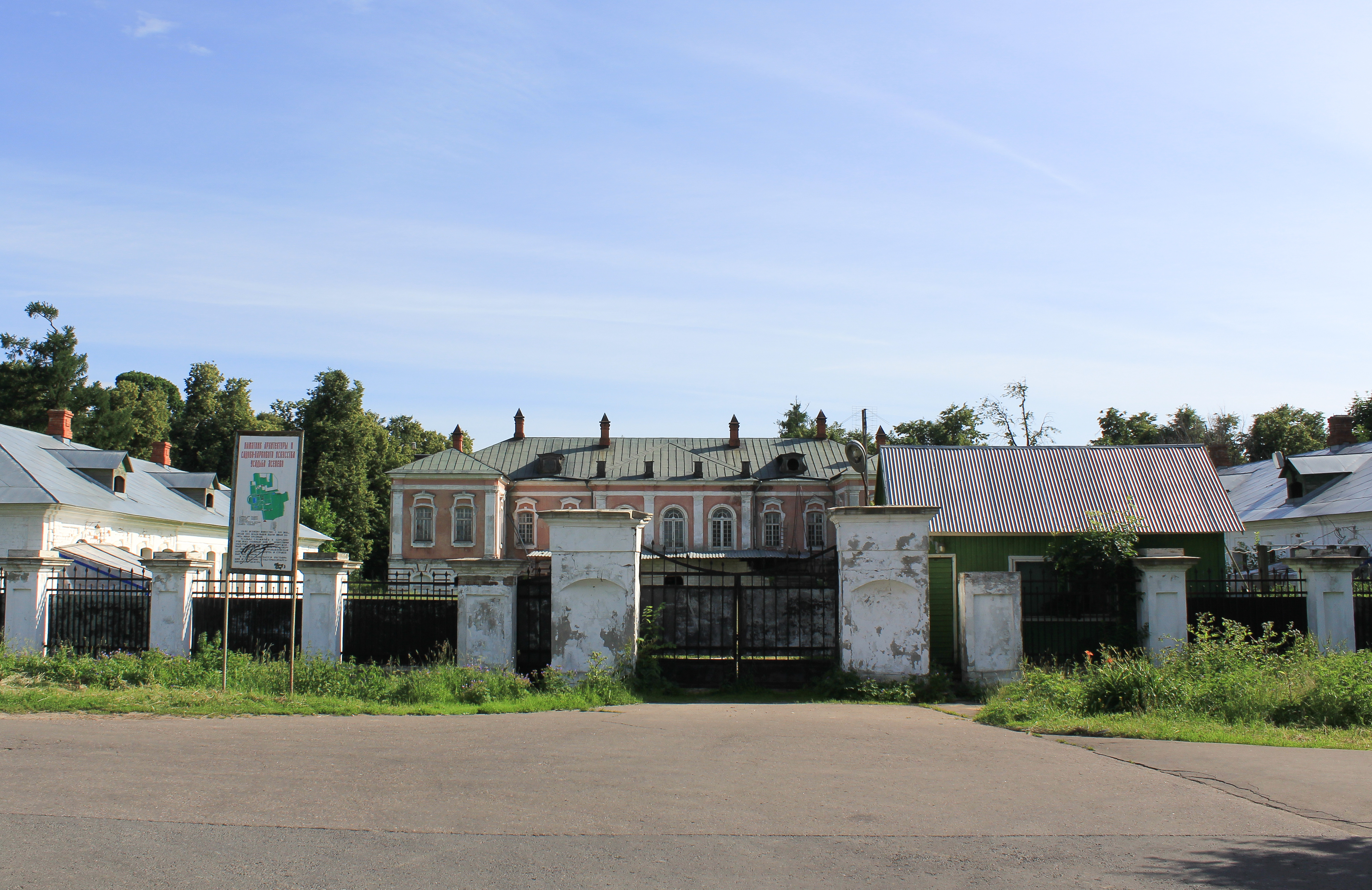
Вид на главные ворота усадьбы, 2015

За церковью Петра и Павла находятся основные постройки усадьбы, замыкающие перспективу подъезда: барочный господский дом и соединенные оградой перпендикулярно поставленные флигеля, составляющие единый ансамбль с домом, но оформленные более сдержанно. С запада, юга и востока основные постройки усадьбы окружает регулярный липовый парк. По мнению историка Михаила Коробко, парк был заложен одновременно с основными усадебными постройками — в 1730-х годах. В западной части парка сохранились два пруда, обозначенные ещё на плане 1766 года. Ещё одна цепь прудов отделяла усадьбу от крестьянских домов. Первоначально их было четыре. В настоящее время этих прудов также два, но они утратили историческую конфигурацию и были оформлены заново в конце 1980-х годов.
В 1995 году объединением «Ресма» была представлена «Программа реставрации и приспособления усадьбы „Ясенево“ к современному использованию и создания в ней культурно-рекреационного центра», согласованная с Главным управлением охраны памятников Москвы и Управлением Госимущества. Согласно программе, реставрационные работы в усадьбе должны были закончиться в 2007 году. Результатом этой программы стали незначительные косметические работы: дом оштукатурили и окрасили в розовый цвет.
6 сентября 2015 года в правом крыле здания произошел пожар: горел находившийся внутри мусор.
В 2017 году Московский штаб Народного фронта обращался в Министерство культуры России с просьбой принять срочные меры по сохранению усадьбы Ясенево как одного из лучших образцов исторического и архитектурного наследия России.
Жители ЮЗАО также периодически обращались в Управу района Ясенево, в Департамент культурного наследия города Москвы, проводили сбор подписей в поддержку скорейшей реставрации усадьбы и устройства в ней музея или культурного центра (в последний раз — во второй половине 2017 года, когда краевед Павел Федоров собрал более 1500 подписей). Однако ни одна из инициатив общественности не имела каких-либо результатов, в том числе вследствие того, что усадьба не находилась в ведении местных властей.
30 января 2018 года главный дом и два флигеля усадьбы Ясенево за 33 миллиона 610 тысяч рублей приобрело ООО «Коворкинг» . Остальные объекты были по решению суда проданы с аукциона по частям с целью покрытия долгов обанкротившегося объединения «Ресма».

Будем надеяться, что новые собственники отнесутся к реставрации усадьбы более ответственно. В этом заинтересованы и администрация округа, и жители.— префект ЮЗАО Олег Александрович Волков на встрече с жителями района Ясенево.
По состоянию на 2019 год все здания усадьбы пустуют и не используются.
По состоянию на 2024 год по сообщениям М. Ю. Коробко на территории усадьбы ведутся активные реставрационные работы.